# Залізничне (Ровеньківський район)
Залізничне (до 2016 — Чапаєвка) — село в Україні, у Ровеньківській міській громаді Ровеньківського району Луганської області. Населення становить 438 осіб (за станом на 2001 рік). Орган місцевого самоврядування — Пролетарська селищна рада.

## Географія
Сусідні населені пункти: села Лобівські Копальні (примикає), Зеленодільське, селище Ясенівський на півночі, селище Ковпакове, смт Щотове, смт Кам'яне, село Зелений Курган на північному заході, місто Антрацит на заході, смт Верхній Нагольчик, Дубівський на південному заході, Гірник та Тацине, села Рафайлівка, Леськине, Іллінка на півдні, Лози, смт Михайлівка, селище Кошари, місто Ровеньки на південному сході, смт Картушине і селище Новоукраїнка, село Вербівка на сході, Картушине, Ребрикове, Мечетка на північному сході.